# Eparchie vologdská
Eparchie Vologda je eparchie ruské pravoslavné církve nacházející se v Rusku.

## Území a titul biskupa
Zahrnuje správní hranice území města Vologda a Vologdského, Vožegodského, Verchovažského, Grjazoveckého, Kirillovského, Meždurečenského, Sokolského, Sjamženského, Usť-Kubinského, Charovského a Šeksninského rajónu Vologdské oblasti.
Eparchiálnímu biskupovi náleží titul biskup vologdský a kirillovský.

## Historie
Před zřízením eparchie byla její severozápadní část součástí novgorodské eparchie a jižní a východní část součástí eparchie rostovské.
Roku 1492 byla na příkaz moskevského velkoknížete Ivana III. připojena k permské eparchii Vologda s jejím okolím.
Vologdská eparchie byla zřízena roku 1556 a její hierarchové získaly titul biskup vologdský a velikopermský. Důvodem bylo přenesení sídla permské eparchie do Vologdy.
Dne 23. října 2014 bylo Svatým synodem rozhodnuto o vytvoření nových eparchií Čerepovec a Velikij Usťug, a to z části území vologdské eparchie.

## Seznam biskupů
- 1558–1570 Ioasaf I.
- 1568–1574 Makarij
- 1576–1584 Varlaam
- 1585–1587 Antonij, svatořečený
- 1588–1603 Iona (Dumin)
- 1603–1609 Ioasaf II.
- 1611–1613 Silvestr
- 1613–1616 Nektarios
- 1617–1619 Makarij
- 1620–1625 Kornilij
- 1625–1626 Nektarios, podruhé
- 1626–1645 Varlaam
- 1645–1663 Markell, svatořečený
- 1664–1684 Simon
- 1684–1707 Gavriil (Kičigin)
- 1708–1716 Iosif
- 1716–1725 Pavel (Vasiljev)
- 1726–1726 Ioakim
- 1726–1735 Athanasios (Paisios-Kondoidi)
- 1736–1740 Amvrosij (Juškevič)
- 1740–1753 Pimen (Savjolov)
- 1753–1761 Serapion (Ljatoševič)
- 1761–1774 Iosif (Zolotov)
- 1775–1796 Irinej (Bratanovič)
- 1796–1802 Arsenij (Todorskij)
- 1802–1803 Antonij (Znamenskij)
- 1803–1808 Feofilakt (Sloněckij)
- 1808–1813 Jevgenij (Bolchovitinov)
- 1814–1827 Onisifor (Borovik)
- 1827–1828 Moisej (Bogdanov-Platonov-Antipov)
- 1828–1841 Stefan (Romanovskij)
- 1841–1841 Innokentij (Borisov), svatořečený
- 1841–1844 Irinarch (Popov)
- 1844–1852 Jevlampij (Pjatnickij)
- 1852–1856 Feognost (Ljebeděv)
- 1856–1866 Christofor (Emmausskij)
- 1866–1869 Pavel (Dobrochotov)
- 1869–1873 Palladij (Rajev)
- 1873–1883 Feodosij (Šapovalenko)
- 1883–1894 Izrail (Nikulickij)
- 1894–1895 Antonij (Florensov)
- 1895–1906 Alexij (Sobolev)
- 1906–1912 Nikon (Rožděstvenskij)
- 1911–1911 Antonij (Bystrov), dočasný administrátor, svatořečený mučedník
- 1912–1921 Alexandr (Trapicyn), svatořečený mučedník
- 1921–1922 Alexandr (Naděždin)
- 1923–1923 Pavel (Vilkovskij), nepřevzal eparchii
- 1923–1923 Pavel (Kratirov), dočasný administrátor, svatořečený mučedník
- 1923–1928 Silvestr (Bratanovskij)
  - 1925–1925 Nikolaj (Karaulov), působil ve Vologdě, svatořečený mučedník
- 1928–1931 Amvrosij (Smirnov)
- 1931–1933 Venedikt (Plotnikov), dočasný administrátor
- 1933–1933 Venedikt Plotnikov
- 1933–1936 Stefan (Znamirovskij)
- 1936–1937 Juvenalij (Maškovskij)
- 1936–1937 Ioann (Sokolov), dočasný administrátor
- 1937–1937 Alexij (Sergejev)
- 1937–1940 Georgij (Anisimov)
  - 1940–1944 neobsazena
- 1944–1945 Grigorij (Čukov), dočasný administrátor
- 1945–1949 Iustin (Malcev)
- 1949–1959 Gavriil (Ogorodnikov)
- 1959–1965 Mstislav (Volonsevič)
- 1965–1965 Sergij (Larin), dočasný administrátor
- 1965–1967 Melchisedek (Lebeděv)
- 1967–1972 Mefodij (Menzak)
- 1972–1972 Pavel (Golyšev)
- 1972–1974 Michail (Čub)
- 1974–1979 Damaskin (Bodryj)
- 1979–1979 Feodosij (Dikun)
- 1979–1993 Michail (Muďjugin)
- 1993–2014 Maximilian (Lazarenko)
- 2014–2020 Ignatij (Děputatov)
- od 2020 Savva (Michejev)